# Liste der Baudenkmäler in Garching bei München

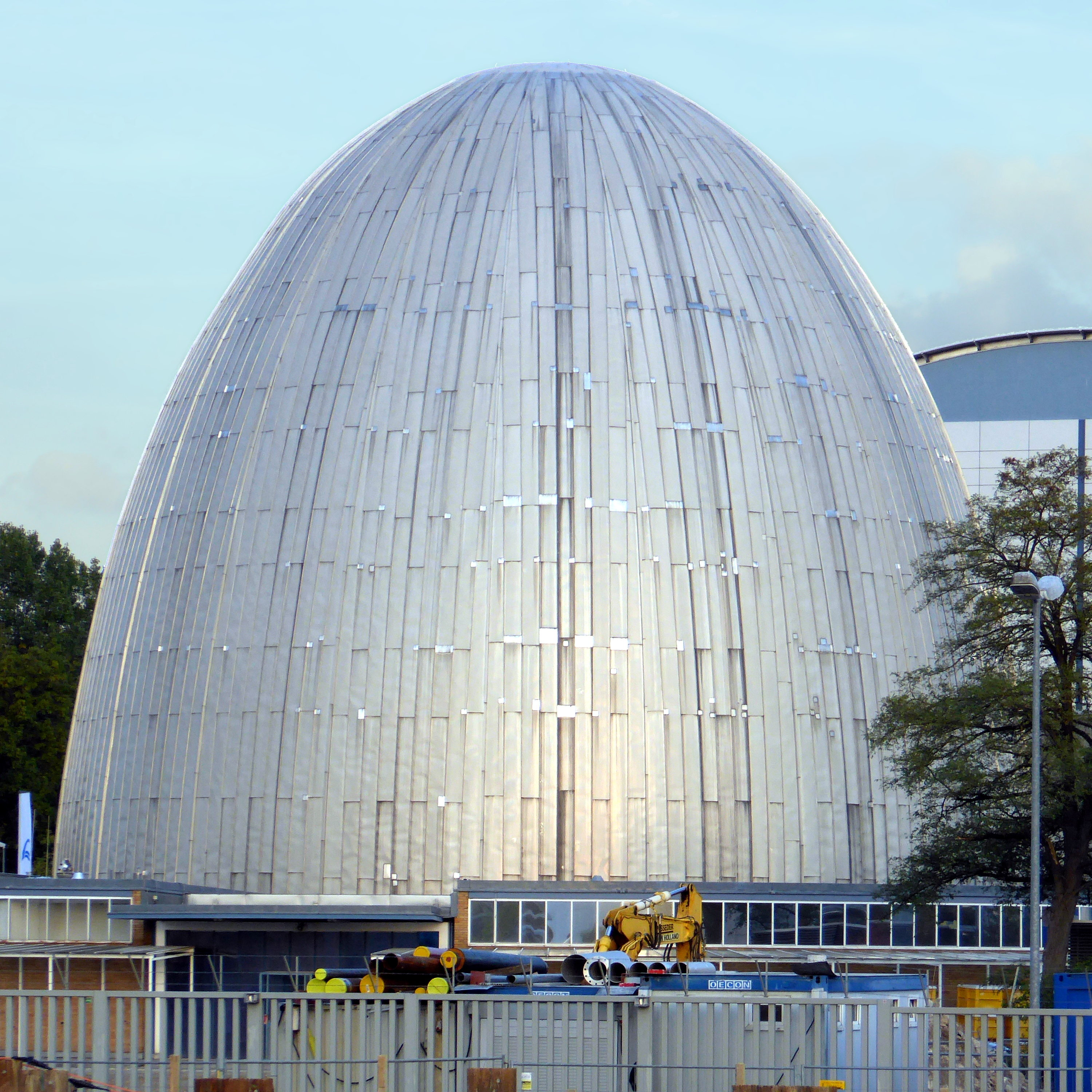
Forschungsreaktor München, sogenanntes Atomei

Auf dieser Seite sind die Baudenkmäler in der oberbayerischen Stadt Garching bei München zusammengestellt. Diese Tabelle ist eine Teilliste der Liste der Baudenkmäler in Bayern. Grundlage ist die Bayerische Denkmalliste, die auf Basis des Bayerischen Denkmalschutzgesetzes vom 1. Oktober 1973 erstmals erstellt wurde und seither durch das Bayerische Landesamt für Denkmalpflege geführt wird. Die folgenden Angaben ersetzen nicht die rechtsverbindliche Auskunft der Denkmalschutzbehörde.

## Baudenkmäler nach Ortsteilen

### Garching
| Lage                                     | Objekt                                                                            | Beschreibung | Akten-Nr.             | Bild                    |
| ---------------------------------------- | --------------------------------------------------------------------------------- | --- | --------------------- | ----------------------- |
| Freisinger Landstraße 3, 4, 5 (Standort) | Ehemaliger Gasthof zur Post                                                       | Zweigeschossiger Walmdachbau mit zum Teil gewölbtem Erdgeschoss und frühklassizistischer Fassadengestaltung, Ende 18. Jahrhundert, wohl mit älterem Kern Ehemaliges Nebengebäude, jetzt Wohn- und Geschäftshaus, breitgelagerter erdgeschossiger Mansarddachbau mit Schopfwalm, wohl vor 1800 Ehemaliges Nebengebäude, jetzt Wohnhaus, zweigeschossiger Walmdachbau mit Putzgliederung, um 1900, wohl mit älterem Kern | D-1-84-119-1 Wikidata | weitere Bilder          |
| Freisinger Landstraße 15 (Standort)      | Wohn- und Geschäftshaus                                                           | Putzbau mit Schopfwalmdach und Dreiecksgiebel über der Balkon-Mittelachse, erbaut 1910 | D-1-84-119-6 Wikidata | Wohn- und Geschäftshaus |
| Lichtenbergstraße 1 (Standort)           | Forschungs- und Versuchsreaktor für Atomenergie mit Ringlabor, sogenanntes Atomei | Eiförmiger Kuppelbau in Eisenbeton mit Aluminiumverkleidung, von konzentrischem Ring eingeschossiger Laborgebäude umfangen und mit überdachten Eingängen in den Hauptachsen, von Gerhard Weber und Wolfgang Ende, 1956/57 | D-1-84-119-13         | weitere Bilder          |
| Münchener Straße 10 (Standort)           | Gasthof Neuwirt                                                                   | Zweigeschossiger Eckbau mit Satteldach und historisierender Putzgliederung, um 1900 | D-1-84-119-4 Wikidata | weitere Bilder          |
| Münchener Straße 13 (Standort)           | Katholische Kirche St. Katharina, ehemals Pfarrkirche                             | Schlichter Saalbau mit leicht eingezogenem Polygonalchor, romanischem Chorflankenturm des 13. Jahrhunderts und angefügter zweigeschossiger Sakristei, spätes 15. Jahrhundert, Barockisierung 1736; mit Ausstattung | D-1-84-119-5 Wikidata | weitere Bilder          |
| Münchener Straße 39 (Standort)           | Vorstadtvilla                                                                     | Zweigeschossiger Putzbau mit Mansardwalmdach und reicher historisierender Gliederung, zum Teil figürlichem Stuckdekor und Säulenportikus, erbaut 1899 | D-1-84-119-7 Wikidata | weitere Bilder          |
| Münchener Straße 52 (Standort)           | Wasserturm der Gemeinde                                                           | Turmaufsatz in Formen eines spätmittelalterlichen Stadtbefestigungsturms, 1912 | D-1-84-119-8          | weitere Bilder          |

### Dirnismaning
| Lage                                                           | Objekt                              | Beschreibung | Akten-Nr.              | Bild                                |
| -------------------------------------------------------------- | ----------------------------------- | --- | ---------------------- | ----------------------------------- |
| Münchener Straße 92 (Standort)                                 | Wohnhaus, sogenanntes Kanalschlössl | Zweigeschossiger Walmdachbau mit Dreiecksgiebel-Risalit, im Kern 1734 (dendrochronologisch datiert), umgebaut und erweitert um Mitte 18. Jahrhundert; Mit Toreinfahrt und schmiedeeiserner Einfriedung, Ende 19. Jahrhundert | D-1-84-119-9           | Wohnhaus, sogenanntes Kanalschlössl |
| Nördlich der Hauptsiedlung quer zur Bundesstraße 11 (Standort) | Schleißheimer Kanal                 | Teil des Schleißheimer Kanalsystems, auch Dirnismaninger Kanal genannt, führt vom Garchinger Mühlbach zum Schloss Schleißheim, intakt und wasserführend, erbaut 1688/89                                                      | D-1-84-119-10 Wikidata | weitere Bilder                      |

### Hochbrück
| Lage                                   | Objekt                                     | Beschreibung                                                                                 | Akten-Nr.     | Bild                                       |
| -------------------------------------- | ------------------------------------------ | -------------------------------------------------------------------------------------------- | ------------- | ------------------------------------------ |
| Ingolstädter Landstraße 100 (Standort) | Ehemaliger Wasserturm der Munitionsanstalt | Hoher Bau auf quadratischem Grundriss mit überstehendem Aufsatz über Rundbogenkonsolen, 1917 | D-1-84-119-16 | Ehemaliger Wasserturm der Munitionsanstalt |